# Reiner Tetzner
Reiner Tetzner (* 1936 in Neukirchen, Erzgebirge) ist ein deutscher Publizist.
Tetzner absolvierte zunächst eine Lehre als Maschinenschlosser, später studierte er Philosophie und im Nebenfach Physik an der Universität Leipzig. 1966 promovierte er über Abstraktionsprozesse bei der physikalischen Theoriebildung. Bis 1975 war er als wissenschaftlicher Mitarbeiter an der Universität Leipzig angestellt.
Seit 1976 ist Tetzner als freier Autor tätig und veröffentlichte unter anderem zahlreiche Bücher über griechische und germanische Götter- und Heldensagen. Er ist in diesem Zusammenhang Gründungsmitglied und war von 1995 bis 2019 Vorsitzender des Arbeitskreises für Vergleichende Mythologie. Darüber hinaus war er Gründungsmitglied und Vorsitzender des Sächsischen Literaturrats von 1995 bis 2001.
Tetzner ist mit der Schriftstellerin Gerti Tetzner verheiratet.

## Veröffentlichungen (Auswahl)
- Ich, Dr. Roland Eisenberg. Erzählung. Mitteldeutscher Verlag, Halle (Saale) 1976.
- Germanische Götter- und Heldensagen: Nach den Quellen neu erzählt von Reiner Tetzner. Reclam, Stuttgart 2011 (Reclam-Taschenbuch Nr. 20235), ISBN 978-3-15-020235-7.
- (mit Uwe Wittmeyer): Griechische Götter- und Heldensagen: Mit Stammtafeln der Götter und Helden, Anmerkungen und Register / nach den Quellen neu erzählt. Reclam, Stuttgart 2008 (Reclam-Taschenbuch Nr. 20174), ISBN 978-3-15-020174-9 (2003 auch Ausgabe in der Reihe Reclam, ISBN 3-15-050041-9).
- Kerzen-Montage verändern die Welt: Warum die Waffen wirklich schwiegen. Ed. vulcanus, Leipzig 2009, ISBN 978-3-932558-97-9.